# Ehlers Knob
Ehlers Knob är en kulle i Antarktis. Den ligger i Västantarktis. Inget land gör anspråk på området. Toppen på Ehlers Knob är 108 meter över havet.
Terrängen runt Ehlers Knob är varierad. Havet är nära Ehlers Knob norrut. Trakten är obefolkad. Det finns inga samhällen i närheten.